# The Poughkeepsie Tapes
The Poughkeepsie Tapes è un film horror-thriller in stile falso documentario del 2007, scritto e diretto da John Erick Dowdle . Narra degli omicidi di un serial killer a Poughkeepsie (New York), raccontati attraverso interviste e filmati tratti dagli snuff dell'assassino.
Il film è stato presentato in anteprima al Tribeca Film Festival 2007, ma ha avuto una distribuzione travagliata: era originariamente previsto per l'uscita nelle sale da Metro-Goldwyn-Mayer nel febbraio 2008, ma è stato rimosso dal programma. Il film ha visto una breve distribuzione in video on demand nel 2014, ma è rimasto indisponibile sui media domestici. Nell'ottobre 2017 il film è stato distribuito in DVD e Blu-ray da Scream Factory.

## Trama
Edward Carver è un brutale assassino, dedito alla violenza fisica, sessuale e psicologica sulle sue vittime, che opera a Poughkeepsie, New York. Quando la polizia irrompe in casa sua, senza trovarlo, scopre oltre 800 videocassette che presentano una registrazione dei suoi omicidi, girati per intero dal rapimento alla mutilazione post-mortem della vittima. Carver fa sempre attenzione a non mostrarsi nel film a meno che non sia completamente camuffato, portando la polizia e le forze dell'ordine a iniziare un'indagine sulla sua posizione e su quella delle sue vittime.

## Distribuzione
The Poughkeepsie Tapes è stato presentato in anteprima al Tribeca Film Festival nel maggio 2007. L'uscita nelle sale era prevista per Metro-Goldwyn-Mayer (MGM) l'8 febbraio 2008. Il film, tuttavia, è stato rimosso dal programma di rilascio, nonostante la pubblicità promozionale.
Nel luglio 2014, il film ha avuto la sua prima uscita ufficiale come titolo video on demand disponibile tramite DirecTV . Successivamente è stato ritirato di nuovo meno di un mese dopo con Dowdle che suggeriva che MGM stesse considerando una versione più ampia.

## Accoglienza
The Poughkeepsie Tapes ha un indice di approvazione del 67% su Rotten Tomatoes, basato su 6 recensioni, con una valutazione media di 6,06 / 10. Michael Gingold di Rue Morgue ha definito il film "un'esperienza inquietante ma frustrante", criticandolo per non aver fornito abbastanza informazioni sui motivi per cui il serial killer abbia brutalizzato e ucciso le sue vittime. Brian Orndorf di Blu-ray.com ha assegnato al film una valutazione di 4 stelle su 10, scrivendo che il film "anticipa alcune direzioni interessanti" ma "perde tensione quanto più a lungo ricicla gli stessi ritmi di angoscia, selezionando un modo economico per disturbare il suo pubblico."
Bloody Disgusting ha dato al film un punteggio di 4 su 5, definendolo "uno dei migliori film indipendenti" del 2007 e scrivendo che "il film è spaventoso, inquietante, snervante, bizzarro e molto scomodo da guardare". Michele "Izzy" Galgana di Screen Anarchy lo ha definito "sicuramente non un film per tutti, in particolare per coloro che hanno una soglia bassa per la violenza e la tortura. Per coloro che amano il true crime e il found footage, [The Poughkeepsie Tapes] è un tesoro."